# Ou Chov
Ou Chov (tiếng Khmer: អូរជ្រៅ) là một huyện thuộc tỉnh Banteay Meanchey, một tỉnh ở tây bắc Campuchia. Poipet là một phần của Ou Chrov.

## Hành chính
Huyện này được chia ra thành 9 xã (khum).

### Xã và làng
| Khum (Xã)    | Phum Làng |
| ------------ | --- |
| Changha      | Boeng Seila, Ta Chrueng, Ta Phaok, Paoy Voat, Chhuk, Chrey |
| Koub         | Yeang thmei, Mak Heun, Veang Muong, Koub Kaeut, Khai Dan, Naka Chhay, Koub Lech, Koub Cheung, Ou Chrov, Souriya, Koun Trei                                                          |
| Kuttasat     | Koub Touch, Kaoh Char, Kuttaksat, Yeay Ort |
| Nimitt       | Nimit Muoy, Nimit Pir, Nimit Bei, Nimit Buon, Ou Chrov, Dong aranh, Souriya, Nimit Thmei, Thma Sen, Kun Damrei, Kob Thom, Anlong Svay, Raksmei Serey Pheap, Raksmey Samaki, Sok San |
| Ou Bei Choan | Banteay Thmei, Chouk Chey, Ou Bei Choan, Prasat, Prey Chan, Preav, Seila Khmaer, Snuol Tret, Thnal Bat, Tumnob Dach, Yeang Dangkum                                                  |
| Paoy Paet    | Kbal Spean, Baliley, Kilou Lekh Buon, Tuol Pongro, Prey Kob, Andoung Thmor Meas, Stoeng Bat, Toul Prasat, Prachea Thorm, Ou Neang, Ou Roesey                                        |
| Samraong     | Banlech, Neak Ta Chhor, Samraong, Kampong Reab, Thmei, Thmenh Trei, Bat Trang, Anhchanh, Voat, Kandal                                                                               |
| Soengh       | Soeng Lech, Roka, Anlong Svay, Soeng Tboung, Phkoam, Pongro, Tnaot Kandal, Run |
| Souphi       | Souphi Cheung, Souphi Kandal, Souphi Tboung, Kouk Chak, Kouk Prich Chak Thmey |